# Обриткі (Ґраєвський повіт)
Обриткі (пол. Obrytki) — село в Польщі, у гміні Щучин Ґраєвського повіту Підляського воєводства.
Населення — 54 особи (2011).
У 1975—1998 роках село належало до Ломжинського воєводства.

## Демографія
Демографічна структура станом на 31 березня 2011 року:
|          | Загалом | Допрацездатний вік | Працездатний вік | Постпрацездатний вік |
| -------- | ------- | ------------------ | ---------------- | -------------------- |
| Чоловіки | 30      | 4                  | 22               | 4                    |
| Жінки    | 24      | 7                  | 12               | 5                    |
| Разом    | 54      | 11                 | 34               | 9                    |